# Fissidens pachyphyllus
Fissidens pachyphyllus är en bladmossart som beskrevs av Hugh Neville Dixon 1935. Fissidens pachyphyllus ingår i släktet fickmossor, och familjen Fissidentaceae. Inga underarter finns listade i Catalogue of Life.